# La Clisse
La Clisse is een gemeente in het Franse departement Charente-Maritime (regio Nouvelle-Aquitaine) en telt 391 inwoners (1999). De plaats maakt deel uit van het arrondissement Saintes.

## Bezienswaardigheid
De kerk Sainte-Madeleine dateert uit de XIIde eeuw en is in een sobere romaanse stijl opgetrokken.

## Geografie
De oppervlakte van La Clisse bedraagt 5,2 km², de bevolkingsdichtheid is 75,2 inwoners per km².
De onderstaande kaart toont de ligging van La Clisse met de belangrijkste infrastructuur en aangrenzende gemeenten.

## Demografie
Onderstaande figuur toont het verloop van het inwonertal (bron: INSEE-tellingen).